# Harald Platou
Harald Frederik Stoud Platou (ur. 29 października 1877 w Kristianii, zm. 23 września 1946 w Oslo) – szermierz, szpadzista reprezentujący Norwegię, uczestnik letnich igrzysk olimpijskich w 1912 roku.